# Krzysztof Pomian

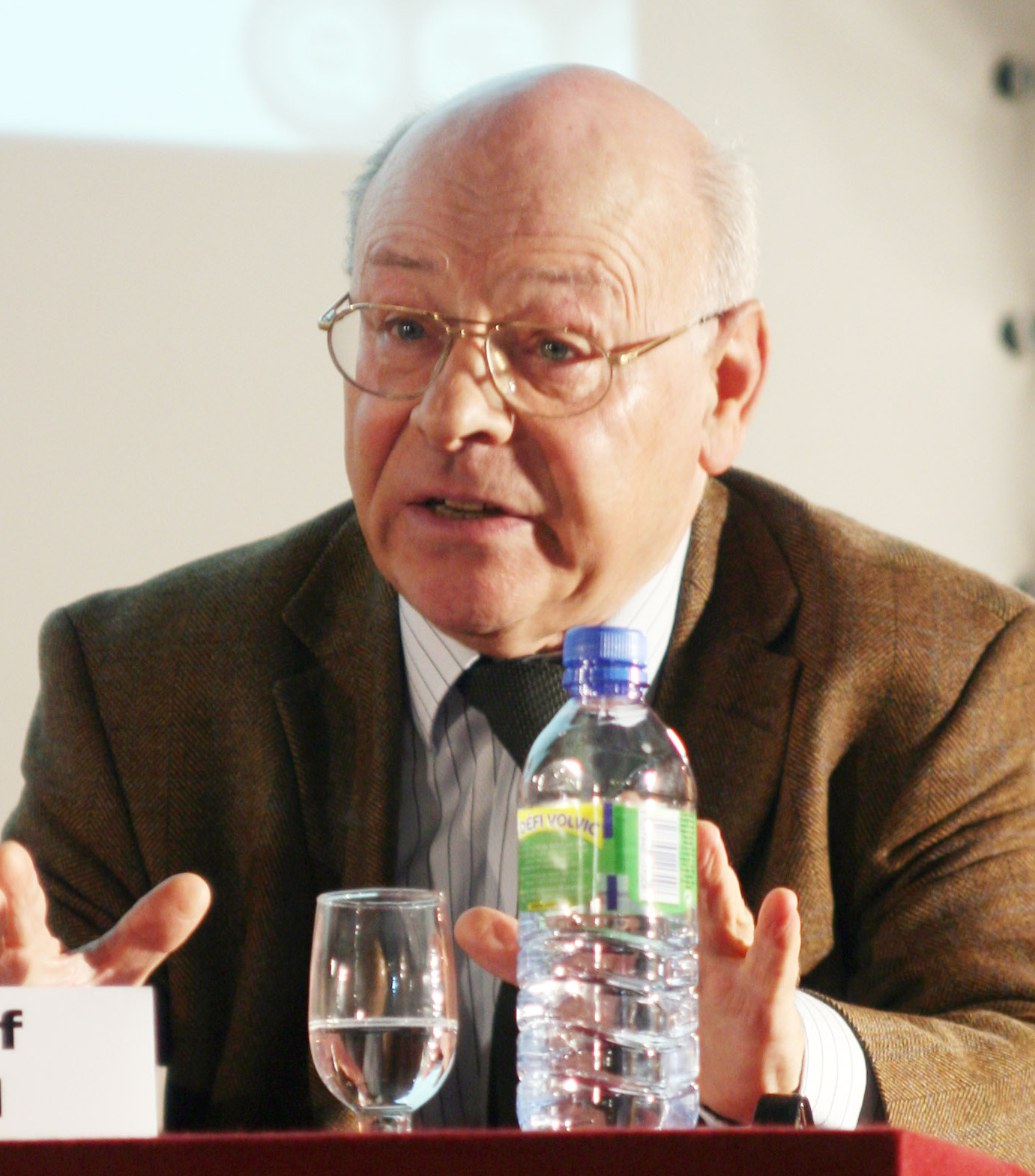
Krzysztof Pomian (2009)

Krzysztof Pomian (* 25. Januar 1934 in Warschau) ist ein französisch-polnischer Philosoph, Historiker und Autor.

## Leben
Pomian studierte in den Jahren von 1952 bis 1957 an der philosophischen Fakultät der Universität Warschau. Dort promovierte er 1965 und habilitierte sich 1968. 1966 wurde er aus der kommunistischen Polnischen Vereinigten Arbeiterpartei (PZPR) ausgeschlossen, da er regimekritische Positionen einnahm. 1973 ging er nach Frankreich ins Exil.
Die Karriere Pomians in Westeuropa beruhte auf seiner Tätigkeit am Centre national de la recherche scientifique (CNRS). Daneben lehrte er zum Beispiel an der École des Hautes Études en Sciences Sociales (EHESS), an der École du Louvre und der Universität Genf. Seine Veröffentlichungen erfolgten in polnischer Sprache und ab 1973 überwiegend auf Französisch. Er ist beratend bei verschiedenen historischen Zeitschriften tätig und berät das im Aufbau befindliche Museum des Zweiten Weltkriegs in Danzig. Seit 2001 ist er der wissenschaftliche Direktor des Musée de l’Europe in Brüssel.
Pomian ist emeritierter Professor an der Nikolaus-Kopernikus-Universität Toruń, auswärtiges Mitglied der Polnischen Akademie für Kunst und Geisteswissenschaften (PAU) in Krakau, Mitglied des Ateneo Veneto in Venedig sowie der  Accademia Clementina in Bologna.

## Ehrungen und Auszeichnungen
- 1993: Komtur des polnischen Ordens Polonia Restituta und seit 2012 Komtur mit Stern des gleichen Ordens
- 2003: Ehrendoktor der Marie-Curie-Skłodowska-Universität in Lublin, Polen
- 2005: Kommandeur des französischen Ordre des Arts et des Lettres
- 2011: Chevalier der französischen Ehrenlegion
- 2020: Grand Prix Gobert

## Veröffentlichungen
- 1973: Clowiek pośród rzeczy. Czytelnik, Warschau.
- 1978: mit P. Kende (Hrsg.): 1956 Varsovie – Budapest. La deuxième révolution d'Octobre. Éditions Seuil, Paris.
- 1984: L’Ordre du temps. Éditions Gallimard, Paris.
  - 1988: in deutscher Sprache von Gustav Roßler: Der Ursprung des Museums. Vom Sammeln. Wagenbach, Berlin, ISBN 3-8031-5109-0.
- 1987: Collectionneurs, amateurs et curieux. Paris, Venise: XVIe‒XVIIIe siècle. Gallimard, Paris.
- 1990: L’Europe et ses nations. Éditions Galimard, Paris.
  - 1990: deutsche Ausgabe: Europa und seine Nationen. Wagenbach, Berlin, ISBN 3-8031-5118-X.
- 1996: Drogy kultury europejskiej. IFiS PAN, Warschau.
- 1998: zusammen mit Thomas W. Gaehtgens: Histoire artistique de l’Europe. XVIIIe siècle. Éditions Seuil, Paris.
- 1999: Sur l’histoire. Reihe Folio Histoire, Éditions Gallimard, Paris.
- 2000: W kręgu Giedroycia. Czytelnik, Warschau.
- 2003: Des saintes relique à l’art moderne. Venise – Chicago. Éditions Gallimard, Paris.
- 2020: Le musée, une histoire mondiale. Bisher erschienen Bd. 1: Du trésor au musée. Éditions Gallimard, Paris.